# Гусарская равнина
Гуса́рская равни́на (Куса́рская равнина, Куби́нская равнина) — равнина, расположенная в северной части Азербайджана, к северо-востоку от Большого Кавказа.
Кусарская равнина представляет собой систему долин и холмов, высота которых находится в пределах от 28 до 600 м. В геологическом отношении сложена антропогеновыми морскими и континентальными конгломератами, глинами, суглинками, галечниками.
Территория равнины дренируется реками Кусарчай, Кудиалчай и Карачай. Также здесь проходит Самур-Апшеронский канал. Преобладающие типы ландшафтов — агрикультурные, местами сохранились долинно-лесные и луговые, дубовые леса с лианами, а также степные с аридным редколесьем из дуба, грабинника, держидерева. В почвах преобладают коричневые и вдоль рек лугово-лесные.
Климат района умеренно тёплый: средняя температура воздуха в июле составляет +20…+25 °С, в январе — 0…+3 °С. Годовое количество осадков колеблется от 200 до 400 мм.
Основными отраслями сельского хозяйства являются садоводство и выращивание зерновых.